# Diesel and Power
Diesel and Power — дебютный студийный альбом шведской глэм-панк-группы Backyard Babies, выпущен в 1994 году на лейбле Megarock Records.

## Об альбоме
Несмотря на то, что все песни для альбома были записаны в 1994 году, многие из них уже выходили на различных демозаписях 1990—92 годов, а «Strange Kind of Attitude» и «Kickin' Up Dust» в составе мини-альбома 1991 года Something to Swallow.
Открывающий альбом инструментал «Smell the Magic» и следующая за ним песня «Bad to the Bone» были объединены и обзавелись видеоклипом. На песню «Electric Suzy» также был снят видеоклип, и она была выпущена синглом, для обратной стороны которого группа записала кавер-версию песни «Taxi Driver» финских глэм-панков Hanoi Rocks. Песня «Fill Up This Bad Machine» является данью уважения Ramones, Игги Попу и Эйсу Фрэйли.
В конце буклета Diesel and Power приведена цитата Игги Попа из песни «Search and Destroy».
В 2006 году Backyard Babies переиздали альбом на своём собственном лейбле Billion Dollar Babies. В это переиздание в качестве бонус-трека была добавлена песня «Lies», до этого выходившая в составе демозаписей 1991 и 1992 годов, а также сингла «Electric Suzy».

## Список композиций
- Музыка всех песен написана Backyard Babies.

| №   | Название                   | Автор(ы)          | Длительность |
| --- | -------------------------- | ----------------- | ------------ |
| 1.  | «Smell the Magic»          | инструментал      | 2:20         |
| 2.  | «Bad to the Bone»          | Нике Борг, Дреген | 2:59         |
| 3.  | «Strange Kind of Attitude» | Борг, Дреген      | 4:45         |
| 4.  | «Diesel and Power»         | Борг, Дреген      | 4:39         |
| 5.  | «Love»                     | Борг              | 3:53         |
| 6.  | «Wild Dog»                 | Борг              | 3:24         |
| 7.  | «Fly Like a Little…»       | Борг, Дреген      | 4:27         |
| 8.  | «Electric Suzy»            | Борг              | 3:16         |
| 9.  | «Kickin’ Up Dust»          | Борг, Дреген      | 4:17         |
| 10. | «Should I Be Damned»       | Борг, Дреген      | 4:13         |
| 11. | «Fill Up This Bad Machine» | Борг              | 3:10         |
| 12. | «Heaven and Hell»          | Борг              | 4:58         |
| 13. | «Shame»                    | Борг, Дреген      | 7:52         |

| №   | Название | Автор(ы) | Длительность |
| --- | -------- | -------- | ------------ |
| 14. | «Lies»   | Борг     | 4:50         |

## Над альбомом работали
- Нике Борг — вокал, ритм-гитара
- Дреген — соло-гитара, бэк-вокал, обложка
- Йохан Блумквист — бас-гитара, бэк-вокал
- Педер Карлссон — барабаны, бэк-вокал

Дополнительные музыканты
- Карин Сейборг — Hammond на «Heaven and Hell»
- Фредрик Виклунд — валторна на «Love»
- Ханс Виклунд — валторна на «Love»
- Микаэль Олофссон — валторна на «Love»
- Матс Экелунд — валторна на «Love», саксофон на «Strange Kind of Attitude»
- Виам Эл-Рама — конга, бонго

Производство
- Матс Б. Сайлтберг — продюсер, микширование
- Микаэль Пи Эрикссон — фотографии, обложка
- Дреген — обложка